# Griesmauer
Griesmauer je nejvyšší vrchol stejnojmenného hřebene, v pohoří Hochschwab v Rakousku. Vrchol je tvořen z vápence. Do jeho masivu patří ještě nevýrazný vrchol Vordernberger Griesmauer (2015 m n. m.) a trojboká homole TAC Spitze (2019 m).

## Přístup
Nejsnadnější přístup je od jihozápadu.
- Vhodný výchozí bod je silniční sedlo Präbichl (1256 m), kde se současně nachází také lyžařské středisko. Od parkoviště v sedle cesta č. 871 nejprve míří vodorovně k restauraci Handlam Hütte a poté strmě stoupá po široké lesní silnici až do horní části doliny Handlgraben. Zde v serpentinách překonává travnatý práh a dosahuje horské chaty Leobner Hütte (1582 m). Od chaty pokračuje stezka po travnatých loukách do sedla Hirscheggsattel (1699 m), kde začíná skalnatý hřeben Griesmauer. Pod západním úbočím hřebene cesta dochází pod stěnu vrcholu. K vrcholovému kříži vede lehká zajištěná cesta.
- Druhá varianta výstupu od jihozápadu je výjezd letní lanovkou na vrchol Polster (1910 m, sjezdové tratě) a dolů do sedla Hirscheggsattel. Dále stejně jako předchozí varianta.